# Gran Via Sud
Gran Via Sud és un barri de la ciutat d'Alacant (País Valencià). Es tracta d'un barri de recent creació i limita amb els barris de Polígon del Baver, Benalua, Eixample Diputació i Sant Gabriel. La seua població és de 6 918 habitants.
La seua creació va ser aprovada per acord del Ple Municipal de la ciutat d'Alacant, en sessió celebrada el 30 de juliol de 2015, per unanimitat.